# Andrea Meyer
Pour l'artiste underground d'origine allemande Andrea Haugen, dite Nebelhexë, née Andrea Meyer, voir Andrea Haugen.
Andrea Meyer (née à Münster, Allemagne en 1970) est une auteur allemande de jeux de société. Depuis 1990, elle vit à Berlin.

## Ludographie
Seule auteur
- Stimmvieh, 1998, BeWitched-Spiele
- Hossa!, 2000-2003, BeWitched-Spiele
- Hossa! Seefahrer-Erweiterung, 2001, BeWitched-Spiele
- Ad Acta, 2002, BeWitched-Spiele
- Arbeiterlieder, 2002, BeWitched-Spiele
- Große Geschäfte, 2004, BeWitched-Spiele
- Mall World, 2004, Rio Grande réédition de Große Geschäfte
- Wordwild, 2005, BeWitched-Spiele

Avec Friedemann Friese
- Schwarzarbeit, 2003, BeWitched-Spiele

Avec Friedemann Friese, Hartmut Kommerell, Thorsten Gimmler et Martina Hellmich
- Ludoviel, 2003, Tagungshaus Drübberholz